# Triphleba palposa
Triphleba palposa är en tvåvingeart som först beskrevs av Zetterstedt 1848.  Triphleba palposa ingår i släktet Triphleba och familjen puckelflugor.
Artens utbredningsområde är Alaska. Arten är reproducerande i Sverige. Inga underarter finns listade i Catalogue of Life.